# ジョージ6世戴冠記念観艦式
ジョージ6世戴冠記念観艦式（ジョージろくせいたいかんきねんかんかんしき）は、1936年（昭和11年）12月に退位した英国王エドワード8世に代わって新国王となったジョージ6世の、戴冠式を記念した観艦式である。
ジョージ6世戴冠式挙行後の1937年（昭和12年）5月20日に実施された。

## 開催までの経緯
イギリス国王にしてイギリス帝国の皇帝ジョージ5世は1936年（昭和11年）1月20日に死去し、プリンス・オブ・ウェールズのエドワードが即位してエドワード8世となった。
イギリス王戴冠式が翌5月に予定され、大日本帝国は昭和天皇の名代として皇族を（後日、秩父宮雍仁親王と勢津子后に決定）、大日本帝国海軍は軽巡洋艦の派遣を検討した。その後、派遣艦は重巡洋艦「青葉」と「衣笠」で内定した。遣英艦隊司令官には、語学力や駐在武官としての観点から豊田副武中将、塩沢幸一中将、高須四郎中将が有力だと報道された。
このように各国で準備が進む中で、エドワード8世はウォリス・シンプソン夫人をめぐる婚姻問題を抱えていた。12月10日をもって退位し、ヨーク公が即位してジョージ6世となった（12月11日、議会で退位を承認）。エドワード8世戴冠式は1937年5月12日に実施する予定だったが、イギリス政府は日程を変更せず、ジョージ6世の戴冠式を同日に施行することに決定した。日本政府も、秩父宮夫妻の派遣方針をかえなかった。

## 招待国

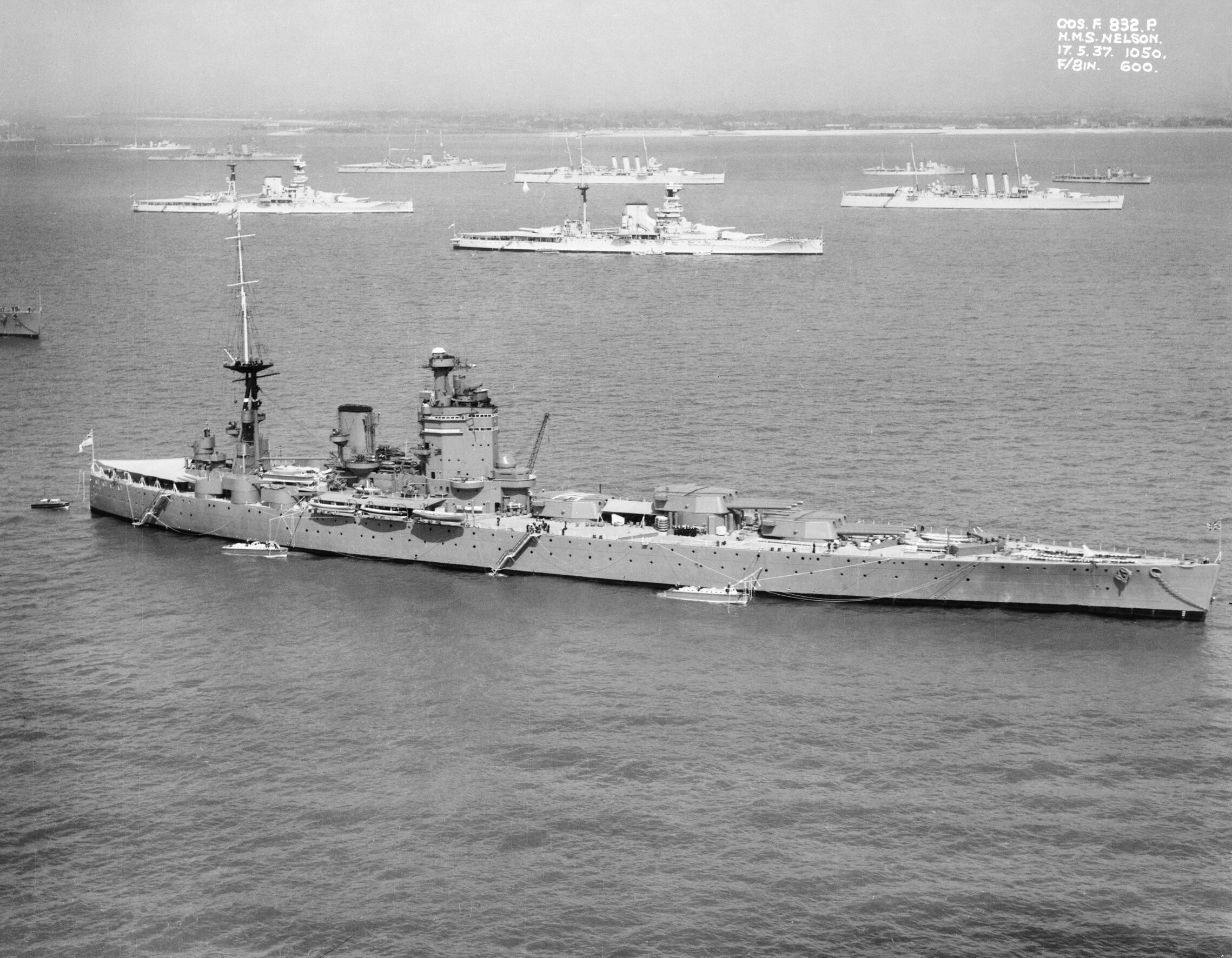
ホスト国イギリスの超弩級戦艦「ネルソン」、後方にQ.E.級戦艦やロンドン級重巡洋艦が確認できる。

招待されたのはアルゼンチン、キューバ、デンマーク、エストニア、フィンランド、フランス、ドイツ、ギリシャ、日本、オランダ、ポーランド、ポルトガル、ルーマニア、スペイン、スウェーデン、トルコ、アメリカ合衆国、ソビエト連邦の18カ国。
フランスは竣工したばかりの新鋭高速戦艦（巡洋戦艦）「ダンケルク」を、ナチス・ドイツはドイッチュラント級装甲艦（俗称ポケット戦艦）「アドミラル・グラーフ・シュペー」を派遣した。
アメリカ海軍は戦艦「ニューヨーク」を派遣した。ジョージ6世戴冠式および観艦式のためにフランクリン・ルーズベルト合衆国大統領とアメリカ合衆国連邦政府は、由緒ある艦と人士を選んだ。
ヒュージ・ロッドマン提督は、第一次世界大戦においてアメリカ海軍がイギリス海軍のために派遣した第9戦艦戦隊の司令官で、イギリス大艦隊隷下においては第六戦艦戦隊司令官であった。そして「ニューヨーク」はロッドマン提督の旗艦であった。ジョン・パーシング元帥は第一次世界大戦時のアメリカ外征軍司令官、ジェームズ・ジェラルドは第一次世界大戦時の在ドイツアメリカ合衆国大使という、前世界大戦に関連した軍艦や名士が選ばれていた。
日本は条約型甲巡「足柄」（司令官小林宗之助少将、艦長武田盛治大佐）を派遣した。また昭和天皇の名代として秩父宮雍仁親王と勢津子妃を派遣している。秩父宮および同妃は、イギリス戦艦「クイーン・エリザベス」（地中海艦隊旗艦、司令長官ダドリー・パウンド大将）に乗艦して観艦式に臨んだ。
なお、ホスト国イギリスの誇りと謳われた巡洋戦艦フッドと、超弩級戦艦ネルソン級（ネルソン、ロドニー）、オランダ海軍、ドイツ海軍、日本海軍、フランス海軍以外の参加艦は、第一次世界大戦前後に建造された旧式艦が多かった。また第一次世界大戦後に建造されたものでは、日本海軍（足柄）（1万トン級重巡）、ドイツ海軍（シュペー）、フランス海軍（ダンケルク）、オランダ海軍（ジャワ）、フィンランドの最新鋭艦「ヴァイナモイネン」やポーランドの「バーザ」やスペインの「シスカル」などがあった。
列強の精鋭艦をのぞけば、小規模な海軍しか保有していない国家が派遣できたのは、海防戦艦もしくは小型艦（駆逐艦、通報艦）であった。新鋭巡洋艦を多数保有していたイタリア王国は、ジョージ6世戴冠記念観艦式にイタリア王立海軍の艦艇を1隻も派遣しなかった。前年に第二次エチオピア戦争があり、経済制裁や地中海の制海権を巡ってイギリスとイタリア王国の関係は悪化していたのである。
外国招待艦艇はＧ線に配置された。またポーツマスでは、各艦ともイルミネーションをつけて観艦式に花を添えた。

## 逸話
- 元海軍士官のアナウンサー（トマス・ウッドルーフ（英語版））が夜の観艦式の様子をBBC放送で実況中継したが、ウッドルーフは放送前に元同僚らと飲酒しており、中継時には酩酊していた[36]。したたかに酔ったウッドルーフは「今この瞬間、全艦隊が光っています。『光ってる』っていうのは、妖精の灯りで照らされてるってことです（At the present moment, the whole Fleet's lit up. When I say ‘lit up’, I mean lit up by fairy lamps.）」などと意味不明な発言を繰り返した[36][37]。その後放送は打ち切られ、後日ウッドルーフは停職1週間となった[36]。

## 参加艦船

### 観閲船（御召船）
- ロイヤルヨット「ヴィクトリア・アンド・アルバート (Victoria and Albert)」[38]

### 招待された外来艦
※国名ABC順。

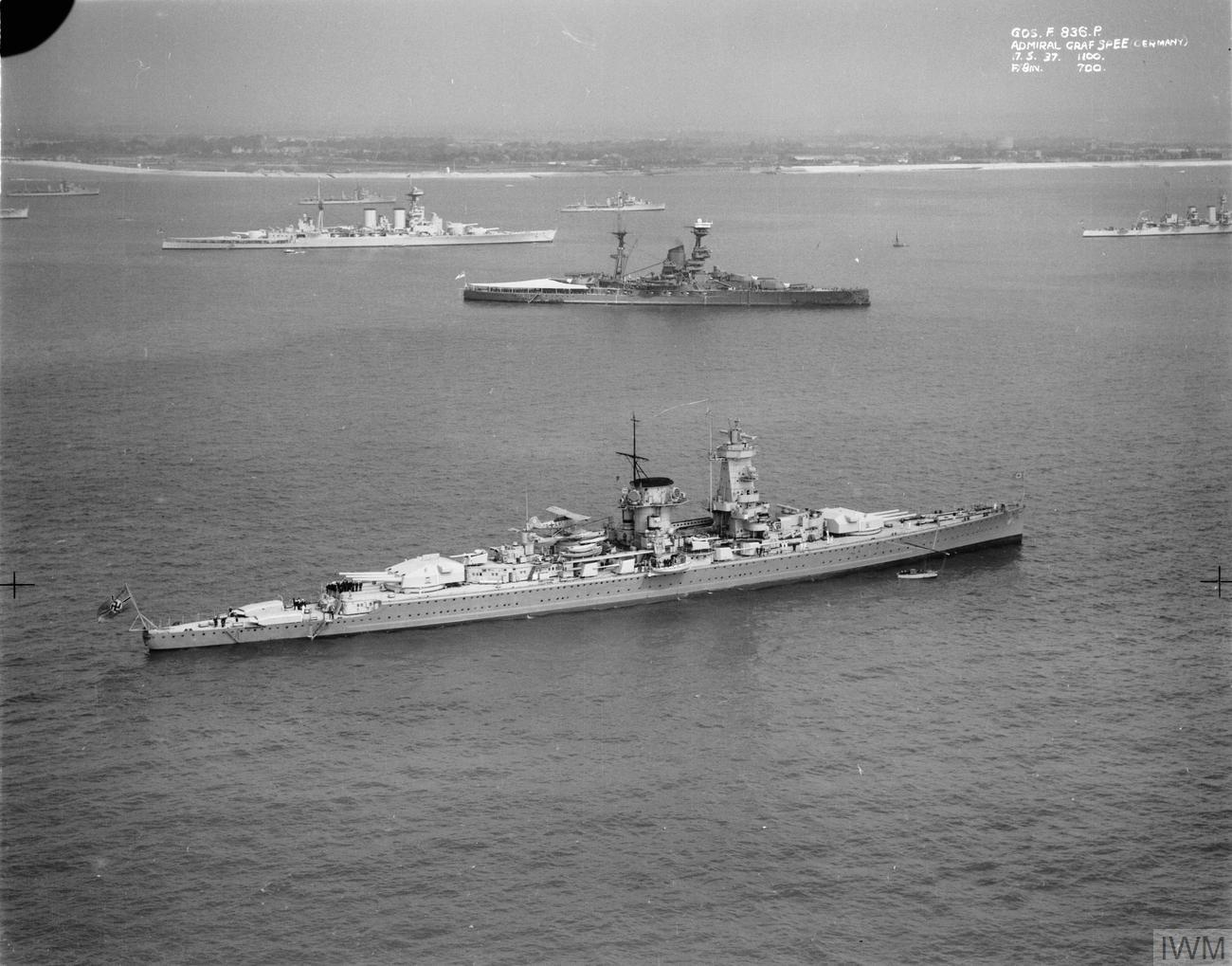
写真は本観艦式におけるドイツ装甲艦「アドミラル・グラーフ・シュペー」。後方の濃灰塗装の戦艦はイギリス戦艦「レゾリューション」、最奥の白系塗装のは巡洋戦艦「フッド」

- アルゼンチン - リバダビア級戦艦2番艦「モレノ (Moreno)」
- キューバ - 軽巡洋艦「キューバ (Cuba)」
- デンマーク - 海防戦艦「ニールス・ユール (Niels Iuel)」[39]
- エストニア - カレフ級潜水艦1番艦「カレフ (Kalev)」
- フィンランド - ヴァイナモイネン級海防戦艦1番艦「ヴァイナモイネン (Väinämöinen)」[40]
- フランス - ダンケルク級戦艦1番艦「ダンケルク (Dunkerque)」
- ドイツ - ドイッチュラント級装甲艦3番艦「アドミラル・グラーフ・シュペー (Admiral Graf Spee)」
- ギリシャ - 装甲巡洋艦「イェロギオフ・アヴェロフ (Giorgios Averoff)」[41][注釈 12]
- 日本 - 妙高型重巡洋艦3番艦「足柄 (Ashigara)」[44]
- オランダ - ジャワ級軽巡洋艦1番艦「ジャワ (Java)」
- ポーランド - ブルザ級駆逐艦1番艦「ブルザ (Burza)」
- ポルトガル - アフォンソ・デ・アルブケルケ級通報艦2番艦「バルトロメウ・ディアス (Bartolomeu Dias)」
- ルーマニア - レジェーレ・フェルディナンド級駆逐艦2番艦「レジーナ・マリーア (Regina Maria)」
- スペイン - チュルカ級駆逐艦12番艦「シスカル (Ciscar)」
- スウェーデン - スヴァリイェ級海防戦艦2番艦「ドロットニング・ヴィクトリア (Drottning Victoria)」[45]
- トルコ - コカテーペ級駆逐艦1番艦「コカテーペ (Kokatepe)」
- アメリカ合衆国 - ニューヨーク級戦艦1番艦「ニューヨーク (New York)」
- ソビエト連邦 - ガングート級戦艦2番艦「マラート (Marat)」

- 大日本帝国海軍の重巡洋艦「足柄」
- アメリカ合衆国海軍の戦艦「ニューヨーク」、後方にホスト国イギリスのネルソン級戦艦やQ.E.級戦艦が映る。
- ソビエト連邦海軍の戦艦「マラート」
- ギリシャ海軍の装甲巡洋艦「イェロギオフ・アヴェロフ」

### 注
1. ↑  ジョージ6世戴冠式は1937年5月12日に挙行された[3][4]。
2. 1 2 3  十七ヶ國の軍艦参加し　威風堂々の大觀艦式　足柄第四位に ― 英帝御親閲　伊艦だけは不参加 ― 英伊關係の反影か？(ロンドン廿一日)[5]　英帝戴冠式の盛儀を飾る大觀艦式は世界十七ヶ國から派遣の軍艦と英國海軍の誇り大戰艦フード號を始め三百七十七隻を以てポーツマスとホワイト島間で威風堂々四邊を壓して擧行された。この日海上約廿四平方哩を艦隊は三列並行線に整列、その中を皇帝、皇后兩陛下は二皇女、内外使臣と共に王室ヨツトのビクトリア號とアルバート號に御便乗、御親閲各國派遣の軍艦は先づ英艦隊ネルソン、ローデニー等に添つて米國戰艦ニューヨーク號を先頭に佛のダンカーク號、ソ聯のマラト號それにつゞいて我が巡洋艦足柄、獨のアドミラル・グラフ・スピー號の順序で十七ヶ國の軍艦は四邊を壓する威容で整列碇泊してゐたが、伊太利の軍艦だけは見當らず、最近の英伊關係の反映と注目された。(記事おわり)
3. 1 2  御名代として秩父宮兩殿下　英國戴冠式に御参列(東京十九日)[7]〔 英國皇帝エドワード八世陛下晴れの戴冠式に際し聖上陛下には秩父宮兩殿下を御名代として御差遣遊ばさる旨本日宮内省より發表さる。なほ秩父宮兩殿下御出發は明春三、四月の候と拝聞す。(記事おわり)／シンプソン夫人の離婚は私行爲　余の知ったことでなし…と英帝(ロンドン十九日)(記事略) 〕
4. ↑  英帝戴冠式参列の一等巡洋艦青葉と衣笠　★―明春三月内地を出發(東京發)[9]　イギリス皇帝エドワード八世陛下の晴れの戴冠式は翌年五月に擧行されるが、我が國からの盛儀に、現に第二艦隊の根幹たる第七戰隊一等巡洋艦青葉衣笠の二艦を儀禮艦として派遣することに内定した、これ等の遣英艦隊は明春三月内地を出發し、戴冠式後は大西洋を横斷し、パナマを通過、世界を一周して歸國する予定であるが、　兩艦はともにロンドン會議後いはゆる條約型として一万噸級、八インチの先驅をなした光輝ある艦歴を有し、我が海軍が世界にほこる櫓式上部構層のスマートな雄姿を初めて歐米の海に浮べる譯である、尚青葉は昭和二年九月廿日長崎三菱造船所　衣笠は同九月三十日神戸川崎造船所で竣工し、排水量七千百トン全長百七十六メートル七八幅十五メートル四七速力卅二ノツト廿サンチ砲六門、十二サンチ砲四門發射管十二を装備して居る。(記事おわり)
5. ↑  戴冠式の日程　變更せず…五月十二日[12]　新＝帝　ジョージ六世陛下に…菊花頸飾章御贈進　御名代宮沙港御經由か(中略)英國皇帝陛下の御退位宣言は英國議會に於て質問後採決されるが、既に豫定のプログラムとされてゐるだけに政府側は即決策に出で、又各自治領に於ても可及的速刻協賛の手順になつてをり、又新帝ジョーヂ六世陛下の戴冠式はエドワード陛下戴冠式の御日程たりし明春五月十二日を變更せざることに決したるものの如くでエドワード八世陛下の御退位によりヨーク公殿下のジョーヂ六世陛下としての御即位に至る手續きは一瀉千里の勢ひをもつて完了するものと觀らる。(以下略)
6. ↑  イギリスとナチス・ドイツは1935年中旬に英独海軍協定を締結し、一応外交関係を保っていた[17]。なお観艦式参加時のシュペー艦長はコンラート・パツィヒ大佐であった[18]。
7. ↑  戴冠式参列の米國使節決定[20]（華府廿七日同盟）米國政府は英帝非かの戴冠式に参列せしむるゼームス・ゼラード氏（元ベルリン駐剖大使）とジョン・パーシング将軍（歐州大戰出征軍總司令官）、ヒュイ・ロドマン提督（元大西洋艦隊司令長官）の諸氏を首席代表として派遣する事に決定した（記事おわり）／主力艦備砲問題「日本不諾」を理由に米先づ巨砲搭載か　米國「日本を遺憾とし」米の出方注視中（ロンドン廿七日同盟）
8. ↑  英皇帝戴冠式出席の米國代表決定　…一流の三元老を抜擢…　紐育艦も参列[21]（華府三日國通）五月十二日擧行の英皇帝ジョージ六世陛下の御戴冠式参列の爲、米國大統領は一流所の文武官を派遣する事となり左の名士の任命を發表した。　陸軍大将 パーシング将軍／海軍大将 ロドマン提督／前獨逸大使 ジラード氏　尚ほ五月廿日スポツトヘツド沖において擧行せられる戴冠式大觀艦式参列のため歐洲戰爭當時一部艦隊の旗艦なりし紐育（ニューヨーク）艦が派遣される筈である。（記事おわり）
9. ↑  秩父宮夫妻と随行員は1937年3月18日、貨客船平安丸で横浜港を出発した[24]。北米大陸を経由し、貨客船クイーン・メリーでイギリスに到着した[25]。
10. 1 2  秩父御名代様　特別の御待遇　地中海艦隊旗艦に御召し　世界的海の繪卷を御覽[26]戴冠式を飾る觀艦式【軍艦足柄にて同盟特派員二十日發】イギリス皇帝戴冠式を飾る觀艦式を飾る觀艦式は二十日ポーツマス軍港沖合スピツトヘツドにおいておこなはれ、大海軍國の海の護り旗艦ネルソン號をはじめ日本帝國の軍艦足柄以下世界十七國の参列軍艦をまじえて、艨艟すべて百六十隻舳艪相銜み、東西六マイル南北三哩にわたつて目も遙かに展開したが、秩父宮、同妃兩殿下には各國々寶のうちでも特にイギリス海軍の精鋭、地中海艦隊旗艦クイーン・ヱリザベス號に御乗艦あそばされ、この世界的海の繪卷を御覽になり、さらに觀艦式参列の日本軍艦足柄にも特に成らせられて小林司令官、竹田艦長以下九百名の海の兒らに遠路訪英の勞を犒はせられた、この日、各國々寶代表はすべて汽船ストラスモア號などに乗つたにもかゝわらず、秩父宮兩殿下にはひとりイギリスの特別の御待遇をもつて地中海艦隊を率ゆるパウンド大将坐乗の旗艦に召され、イギリス皇帝、皇后兩陛下お召しヨツト、ヴイクトリア・ヱンド・アルバート號のすぐ隣りに位置せらることゝなつたものである、艦船は九列に西北に居流れ、中央のＥ線には兩殿下御搭乗のクイーン・ヱリサベス號を先頭に、世界一巨大な戰闘巡洋艦フツド號など地中海の誇りが海を壓して浮び、次のＦ線には本國艦隊旗艦ネルソン號を先頭にドニー號以下蜿蜒と六哩にわたつて延びてゐる足柄艦は外國軍艦のG線の第八番目に位置すジョーヂ六世陛下には海軍元帥の御服装にて皇后陛下と御ともに午後三時五分お召しヨツト、ヴイクトリア・ヱンド・アルバート號で埠頭を御出帆、三時半頃旗艦ネルソン號に揚る信號を合圖に皇禮砲殷々と空海を壓するなかにヱンチャントレス號以下スロラスモア號なと十一艦船を随へさせられて艦列に入らせられ、五時近く足柄の側を西から東に御通過あらせられた、秩父宮兩殿下には皇帝お召艇が錨を入れる五時半頃内河艇で足柄を御訪問あそばされるが夜はイギリスの南海を不夜城とするイルミネーションや花火を御覽のゝち、二十一日午前零時十分ポーツマス御出發、深更二時頃御宿舎に御歸還の御豫定と承る【寫眞は軍艦足柄】（記事おわり）
11. ↑  ヴァイナモイネンは1929年10月15日起工、1930年12月20日進水、1932年9月29日竣工、1932年12月31日に艦隊へ配備された[31]。「スウェーデン海軍の海防戦艦ドロットニング・ヴィクトリアが、フィンランド海軍の海防戦艦イルマリネンを曳航してジョージ6世戴冠記念観艦式に送り届けた。」という俗説（記事）がある[32]。実際には両艦は行動を共にしておらず、俗説は事実ではない[33]。
12. ↑  イタリア王国が建造したピサ級装甲巡洋艦で、ギリシャ海軍が購入したもの[42]。1911年6月24日、ジョージ5世の戴冠記念観艦式に参加した[43]。